# Lenia Ruvalcabaová
Lenia Fabiola Ruvalcabaová Álvarezová (* 23. dubna 1986 Guadalajara) je mexická zápasnice – judistka, která kvůli své oční vadě startuje převážně v soutěžích parajuda. Je paralympijskou vítězkou z roku 2016.

## Sportovní kariéra
S judem začínala v 12 letech v rodné Guadalajaře. Kvůli své silné dalekozrakosti startuje na mezinárodních soutěžích převážně v parajudu. V roce 2008 vybojovala bronzovou medaili na paralympijských hrách v Pekingu. V roce 2012 skončila na paralympijských hrách v Londýně pod stupni vítězů na děleném 5. místě. V roce 2016 získala zlatou medaili na paralympijských hrách v Riu.

## Výsledky
| Turnaj                  | 2008           | 2009           | 2010           | 2011           | 2012           | 2013           | 2014           | 2015           | 2016           |
| Turnaj                  | 22             | 23             | 24             | 25             | 26             | 27             | 28             | 29             | 30             |
| Turnaj                  | polotěžká váha | polotěžká váha | polotěžká váha | polotěžká váha | polotěžká váha | polotěžká váha | polotěžká váha | polotěžká váha | polotěžká váha |
| ----------------------- | -------------- | -------------- | -------------- | -------------- | -------------- | -------------- | -------------- | -------------- | -------------- |
| Olympijské hry          | —              |                |                |                | —              |                |                |                | —              |
| Mistrovství světa       | —              | —              |                | —              | —              | —              |                |                |                |
| Panamerické hry         |                |                |                | 7.             |                |                |                | —              |                |
| Panamerické mistrovství | —              | —              | úč.            | —              | —              | —              | —              | —              | —              |
| Středoamerické a k. hry |                |                | 5.             |                |                |                | —              |                |                |
| Paralympijské hry       | 3.             |                |                |                | 5.             |                |                |                | 1.             |